# GnuTLS
GnuTLS（GNU Transport Layer Security; グヌーティーエルエス）はSSL/TLSとDTLSプロトコルの自由なライブラリー実装のひとつである。アプリケーションがネットワーク通信層を越えて安全な通信プロトコルを利用できるようAPIを提供することを目的とする。GnuTLSには以下の機能がある 。

## 概要
- SSL 3.0、TLS (1.0, 1.1, 1.2, 1.3)、DTLS (1.0, 1.2) プロトコルのサポート
- DANE
- OCSP
- RSA暗号、楕円曲線暗号を含む公開鍵アルゴリズム
- TLS-SRP（英語版）: TLS認証におけるセキュアリモートパスワードプロトコル（英語版） (Secure remote password、SRP)
- TLS-SRP（英語版）: TLS認証における事前共有鍵（英語版） (Pre-shared key、PSK)
- AES、Camelliaを含む共通鍵アルゴリズム
- /dev/cryptoを経由した暗号アクセラレータ
- スマートカードを含む暗号トークン
- TLS Extension
- TLS Compression
- X.509とOpenPGPの公開鍵証明書の取扱い
- 証明書のパス検証

当初はその名の通りGNUプロジェクトの一環として開発されていたが、2012年末にGNU傘下から離脱しGNUから独立して開発が行われることになった。
GnuTLSはGNU LGPLのライセンス下にあるが、いくつかの部分は GPLのライセンスを受けている。
GnuTLSはTLSのようなプロトコルをGNUプロジェクトのアプリケーションで扱えるようにすることを目的として作成された。既にOpenSSLは開発されていたが、OpenSSLのライセンスはGPLに対し非互換であるため、GPLの下にあるソフトウェアはOpenSSLを使えなかった。
GnuTLSはGNOMEや、CenterIM、Exim、Mutt、Slrn、Lynx、CUPSで用いられている。